# Lotte Lenya
Lotte Lenya (eredeti neve: Karoline Wilhelmine Charlotte Blamauer) (Bécs, 1898. október 18. – New York, USA 1981. november 27.) Tony-díjas osztrák énekesnő, színésznő; mint a Koldusopera első női főszereplője írta be örökre nevét a színháztörténetbe.

## Élete
Apja – egy fiákeres – gyűlölte a korán elhunyt nővére miatt. Kis híján megölte. Tizennégy éves korától  kalapkészítőnek tanult. Hamarosan Zürichbe költözött a nagynénjéhez, ahol rövidesen megismerkedett az ottani művészekkel. Nem sokkal később már kisebb szerepeket játszott. 1914-ben szerződést kapott a zürichi Schauspielhausban. Richard Strauss vezényelt ott, Max Reinhardt rendszeresen járt ebbe a színházba. Egyre fontosabb szerepeket játszott. Egy pantomimelőadásra 1921-ben Berlinbe került, majd két évre rá megismerkedett Kurt Weill-lel. Weill felesége lett, és kisebb-nagyobb megszakításokkal férje haláláig (1950) vele maradt. A Koldusoperát (Háromgarasos opera) 1928-ban vele mutatták be Berlinben. Lenya és Weill később Franciaországban, majd Amerikában élt. 1963-ban Rosa Klebbet alakította az Oroszországból szeretettel című James Bond-filmben.
Weill halála után Lenya sikeres énekesnőként dolgozott. Számtalan lemeze jelent meg. Még háromszor ment férjhez, de haláláig hű maradt Weill szellemiségéhez és műveihez.

## Hanglemez
- Die Dreigroschenoper TELDEC, 1990. 9031-72025-2

## Emlékezete
- Személye és személyisége felidéződik Karafiáth Orsolya magyar költő- és írónő első verseskötete, a Lotte Lenya titkos éneke című, 1999-ben kiadott műve címében és egyes verseiben is.